# Крон, Микаэль
Микаэль Крон (норв. Michael Krohn; 14 мая 1793 — 31 августа 1878) — норвежский предприниматель, торговец, политический деятель, основатель компаний Det Bergenske Sjøforsikringsselskab (1845), Det Bergenske Dampskibsselskap(1851), Bergens Mekaniske Verksted (1855) и Bergens Privatbank (1855), член парламента Стортинга.

## Биография
В 1829 году, приобрёл поместье Вернерсхольм в Хопе. В 1831 году построил ныне существующий «Вернерсхольмвейен 20», которое используется как место для отдыха. В 1859 году, Вернерсхольм посетил Бьёрнстьерне Бьёрнсон и где написал часть норвежского национального гимна «Ja vi elsker». С 1829 — консул в Австрии. В 1849 году, основал в Бергене, первый газовый завод.
В 1845, 1854, 1857 году, переизбирался в парламент Стортинг, занимал посты в биржевом комитете.

## Личная жизнь
Родился 14 мая 1793 года, в семье торговца Уоллерта Данхертсена Крона (1765—1834) и Сесили Маргрет Мейер (1763-97), его семья владела патрицианским домом на углу Страндгатен — Толльбодсаллменнинген (сейчас Страндгатен 209). Прадед — немецкий предприниматель Клаус Крон.
11 марта 1817 года, женился на Фридерике Ловизе Монрад (8 декабря 1794 — 17 июля 1868). Среди его потомков — доктор медицины Георг Герман Монрад-Крон и норвежский предприниматель Ларс Монрад-Крон.

## Память
В честь Крона, была названа улица в районе Арстад в Бергене (англ. Michael Krohns Gate).